# Jules Paul Benjamin Delessert
Jules Paul Benjamin Delessert ( 14 de febrero de 1773 - 1 de marzo de 1847) fue un banquero y naturalista francés.
Nace de una familia protestante, en Lyon, hijo de Étienne Delessert (1735-1816), fundador de la 1ª compañía de seguros de incendios de Francia. En su juventud viaja mucho, Escocia, Inglaterra durante la revolución francesa, y precipitadamente retorna para enrolarse en la "Guardia Nacional de París", en 1790, pasando a oficial de artillería en 1793. Su padre consigue convencerlo de abandonar las armas, y en 1795 ingresa al manejo bancario.
Dominado con remarcable energía, comienza diversas empresas comerciales, fundando la 1ª fábrica de algodón en Passy en 1801, y otra de azúcar en 1802. Delessert basándose en estudios del químico alemán Franz Karl Achard (1753-1821), pone a punto un método de extraer azúcar de la remolacha, método que el nombra Bonmatin. En recompensa por estos servicios, Napoleón lo nombra "Caballero de la Legión de Honor". Y en 1812, accede al título de "Barón del Imperio". Participa por más de veinticinco años de la cámara de Diputados (dos veces vicepresidente), siendo fuerte defensor de muchas medidas humanas, notablemente la supresión del Tours en los hospitales, quita de la pena de muerte, mejora del sistema penitenciario.
Fue regente del Banco de Francia en 1802, y miembro, aunque en realidad, fundador de muchas, sociedades filantrópicas. Creó ollas populares, y en un momento se llegaron a repartir 4.000.000 de viandas diarias.
Fue también un ardiente botánico y conquiliólogo. Con su fortuna invierte en herbarios (270.000 especímenes) y su biblioteca botánica constaba de 30.000 volúmenes, y publica sobre ellos su catálogo Muse botanique de M. Delessert (1845). También publica Des avantages de la caisse d'épargne et de prévoyance (1835), Mémoire sur un projet de bibliotheque royale (1836), Le Guide de bonheur (1839), Recueil de coquilles décrites par Lamarck (1841-1842).
Publica de 1820 a 1846 cinco volúmenes des Icones selectatae plantarum contenant 500 planches en couleur, descritas por Augustin Pyrame de Candolle (1778-1841) en sus Icones selectes plantarum.

## Iconografía
Un timbre francés de 75 cts lo consagra, en 1935, grabado por A. Delzers, y diseño de René Grégoire. Fuente: Charles Lemasson, «Pour vos placements, pensez à la Caisse d'épargne.. de 1935» , Timbres magazine, nov 2007 pp. 56-57.
René Grégoire, escultor realiza para una plaza en Saumur, una estatua en bronce, fundida durante la ocupación.

## Honores

### Eponimia
- (Arecaceae) Calamus delessertianus Becc.[1]

- (Asteraceae) Senecio delessertii Sch.Bip.[2]

- (Cactaceae) Melocactus delessertianus Lem. ex Labour.[3]

- (Campanulaceae) Lobelia delessertiana E.Wimm.[4]

- (Lauraceae) Cinnamomum delessertii Lukman.[5]

- (Onagraceae) Oenothera delessertiana Steud.[6]

- (Orchidaceae) Habenaria delessertiana Kraenzl.[7]

- (Pandanaceae) Eydouxia delessertii Gaudich.[8]

- (Rubiaceae) Cinchona delessertiana Standl. in J.F.Macbr.[9]

## Literatura
- Antoine Lasègue. Musée botanique de M. Benjamin Delessert ISBN B0000BS931

- La abreviatura «Deless.» se emplea para indicar a Jules Paul Benjamin Delessert como autoridad en la descripción y clasificación científica de los vegetales.[1]